# De Fierlant

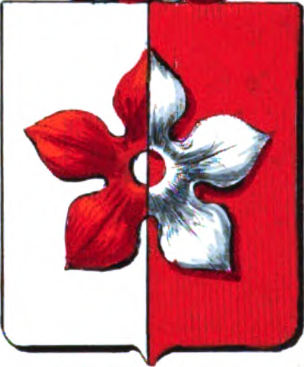
Wapen van de familie de Fierlant

De Fierlant is een Zuid-Nederlandse adellijke familie.

## Geschiedenis
In 1657 werd Simon de Fierlant door koning Filips IV van Spanje benoemd tot raadsheer van de Grote Raad van Mechelen, wat automatische opname in de erfelijke adel betekende. 
In 1688 verleende koning Karel II van Spanje de titel baron aan François de Fierlant, zoon van Simon.
De voornaamste illustratie van de naam was, onder het ancien régime, Goswin de Fierlant.
De genealogie situeerde zich als volgt:
- Guillaume de Fierlant (1696-1773), x Anne-Catherine van den Broeck (overleden in 1768).
  - Goswin de Fierlant (1735-1804), x Thérèse de Neny.
    - Antonin de Fierlant (zie hierna).

  - Charles de Fierlant (° 1737), x Marie-Anne Sanen.
    - Guillaume de Fierlant (1763-1816), x Albertine Jacobs (1764-1823).
      - François de Fierlant (zie hierna).

  - François de Fierlant (zie hierna).
  - Jean-Charles de Fierlant (1740-1797), x Jeanne Liebrechts.
    - Jean-Corneille de Fierlant (1782-1862), x Marie-Catherine Collignon.
      - Charles de Fierlant (zie hierna).

## Antonin de Fierlant
Antonin de Fierlant (25 augustus 1779 - Wenen, 1 maart 1830), was een zoon van Goswin de Fierlant. Bij het uitbreken van de revoluties vluchtte hij met zijn ouders naar Wenen en kwam niet meer naar de Zuidelijke Nederlanden terug. Wel aanvaardde hij in 1820 de overdracht op hem van de baronstitel die aan zijn oom François (zie hierna) was verleend. Hij bleef vrijgezel.

## François de Fierlant

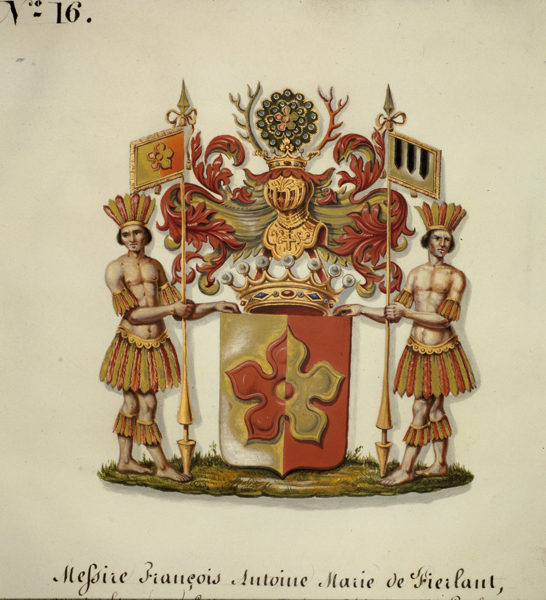
François Antoine Marie de Fierlant

- François Antoine Marie de Fierlant (Turnhout, 20 juni 1800 - Brussel, 28 september 1861) was een zoon van de schepen van Brussel Guillaume de Fierlant, die overleed alvorens adelserkenning te kunnen aanvragen. Hij kreeg in 1838 erkenning in de erfelijke adel met de titel van baron, overdraagbaar bij eerstgeboorte. Hij werd gemeenteraadslid van Brussel en raadsheer bij het Hof van Cassatie. Hij trouwde in 1827 met Fanny de Viron (1798-1864) en ze hadden twee zoons en een dochter.
  - Aloïs de Fierlant (1828-1898) trouwde in 1850 in Ieper met Alix Malou (1829-1911), dochter van senator Edouard Malou. Verkreeg in 1871 uitbreiding van zijn baronstitel op alle afstammelingen en werd burgemeester van Sterrebeek. Deze familietak doofde uit in een volgende generatie.
  - Paul de Fierlant (1832-1914) trouwde in 1861 met Cecile Zaman (1841-1921), dochter van senator Joseph Zaman. Ze kregen vijf kinderen en hij werd burgemeester van Limal. In 1871 verkreeg hij uitbreiding van zijn baronstitel op al zijn afstammelingen. Met afstammelingen tot heden.

## Jean-François de Fierlant
Jean-François Joseph de Fierlant (Turnhout, 8 april 1743 - 11 oktober 1820) werd, net voor zijn overlijden, op 5 september 1820, onder het Verenigd Koninkrijk der Nederlanden, erkend in de erfelijke adel met de titel baron, overdraagbaar op zijn neef Antonin. Hij was schepen en thesaurier van de stad Brussel en raadsheer bij de Raad van Brabant. Hij trouwde in 1784 met Cornélie Orts (1757-1786). Ze hadden een enige dochter, Marie-Julienne de Fierlant (1785-1874), die trouwde met Louis de La Hamayde (1780-1826), eerste advocaat-generaal bij het hof van beroep in Brussel.

## Charles de Fierlant
- Charles Jean de Fierlant (Geel, 7 november 1824 - Brussel, 26 augustus 1899) verkreeg in 1871 erkenning in de erfelijke adel met de titel baron, overdraagbaar op alle afstammelingen. Hij trouwde in 1850 met Virginie Dormer (1811-1889). Ze hadden twee zoons.
  - Maurice de Fierlant Dormer (1856-1930) kreeg vergunning Dormer aan zijn naam toe te voegen, in herinnering aan zijn moeder die de laatste van haar stam was in België. Hij trouwde met barones Louise Goffinet (1859-1915) en ze hebben afstammelingen tot heden.